# FC Genclerbirliyi Sumqayit
FC Genclerbirliyi Sumqayit is een in 2003 opgerichte voetbalclub uit Soemgait (Sumqayıt).
Het nam vier seizoenen deel in de Yüksək Dəstə, de hoogste divisie van Azerbeidzjan.

## Competitie resultaten Yuksak Dasta
2004/05: 12e
2005/06: 11e
2006/07: 12e
2007/08: 13e